# Entorno extremo
Un entorno extremo es el que presenta condiciones que hacen muy difícil la supervivencia de la mayor parte de los seres vivos. Por ejemplo, presión o temperatura extremadamente altas o bajas, una atmósfera con alto o bajo contenido de oxígeno o dióxido de carbono, altos niveles de radiación, acidez o alcalinidad, ausencia de agua, agua con alta concentración de sal o azúcar, presencia de azufre, petróleo u otras sustancias tóxicas.
Ejemplos de entornos extremos son los polos geográficos, los desiertos muy secos, los volcanes, las simas oceánicas, la estratosfera, el monte Everest, el espacio exterior y el entorno de cualquier planeta del sistema solar excepto la Tierra. Los organismos que viven en estas condiciones suelen estar muy bien adaptados a sus circunstancias, lo que normalmente responde a su evolución a lo largo de un extenso periodo de tiempo.

## En la Tierra
La distribución de entornos extremos en la Tierra ha ido variando en el tiempo geológico. Los humanos no suelen habitar en estos entornos extremos. Existen organismos denominados extremófilos que viven en estas condiciones y están tan bien adaptados que son capaces de crecer y multiplicarse.

## Fuera de la Tierra
La mayoría de las lunas y planetas del sistema solar también son entornos extremos. La astrobiología aún no ha encontrado vida en ningún entorno fuera de la Tierra, aunque ciertos experimentos han demostrado que los tardígrados pueden sobrevivir al vacío y la intensa radiación del espacio exterior. La modificación conceptual de las condiciones en lugares fuera de la Tierra para hacerlos más habitables a los humanos y otros organismos terrestres se conoce como terraformación.

## Tipos de entornos extremos
Entre los entornos extremos están los alcalinos, ácidos, extremadamente calientes o fríos, hipersalinos, lugares sin agua u oxígeno y los alterados por los humanos, como los relaves mineros o los hábitats afectados por la industria petrolera
.
- Alcalino: Hábitat natural con un pH superior a 9, ya sea de forma permanente o con frecuencia regular durante periodos de tiempo prolongados.

- Ácido: Hábitat natural con un pH inferior a 5, ya sea de forma permanente o con frecuencia regular durante periodos de tiempo prolongados.

- Extremadamente frío: Hábitat que de forma periódica o permanente experimenta temperaturas por debajo de los -17 °C, ya sea de forma permanente o con frecuencia regular durante periodos de tiempo prolongados. Por ejemplo, zonas de montaña, polos terrestres y profundidades oceánicas.

- Extremadamente caliente: Hábitat que de forma periódica o permanente experimenta temperaturas por encima de los 40 °C, ya sea de forma permanente o con frecuencia regular durante periodos de tiempo prolongados. Por ejemplo, lugares con actividad geotérmica como Yellowstone o fuentes hidrotermales de los fondos marinos.

- Hipersalino (Alto contenido en sal): Entornos con concentraciones de sal mayores que los del agua del mar, es decir por encima del 3,5%. Por ejemplo, algunos lagos salados.

- Alta presión: Hábitat bajo extrema presión hidrostática, como los hábitats acuáticos de una profundidad a partir de 2000 metros y entornos cerrados bajo presión. Por ejemplo, océanos y lagos profundos.

- Radiación: Hábitats expuestos a un nivel de radiación anormalmente alto o que excede el rango normal de luz. Por ejemplo, entornos expuestos a altos niveles de radiaciones UV o infrarrojas.

- Seco: Hábitats sin agua en estado libre, ya sea de forma permanente o con frecuencia regular durante periodos de tiempo prolongados. Por ejemplo, desiertos fríos y calientes y ciertos hábitats endolíticos.

- Sin oxígeno: Hábitats sin oxígeno en estado libre, ya sea de forma permanente o con frecuencia regular durante periodos de tiempo prolongados. Por ejemplo, sedimentos profundos.

- Alterados por los humanos, es decir, hábitats con impacto antropogénico. Por ejemplo, relaves mineros, hábitats afectados por la industria petrolera o contaminados por metales pesados o compuestos orgánicos.

## Galería de imágenes

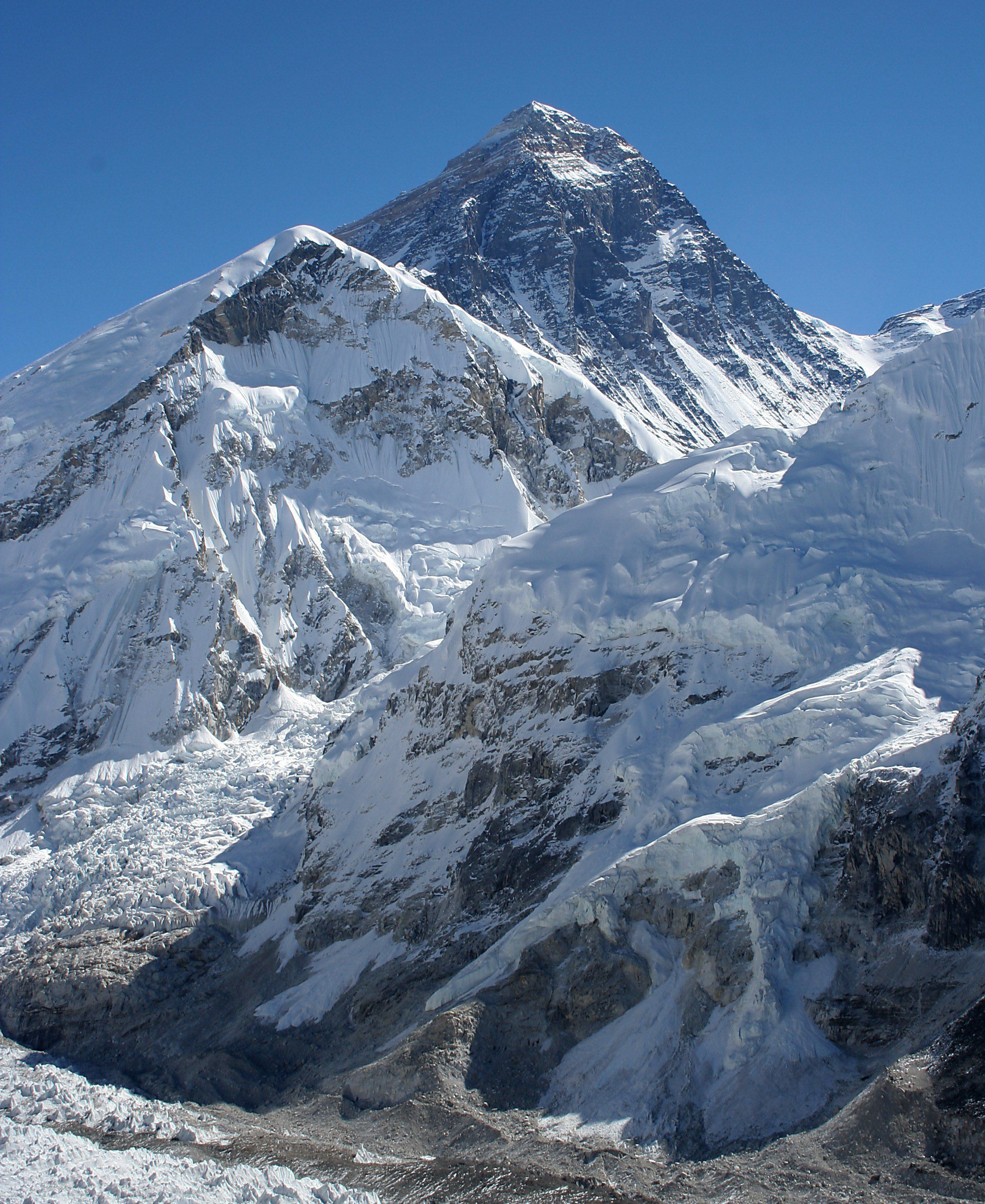
Monte Everest
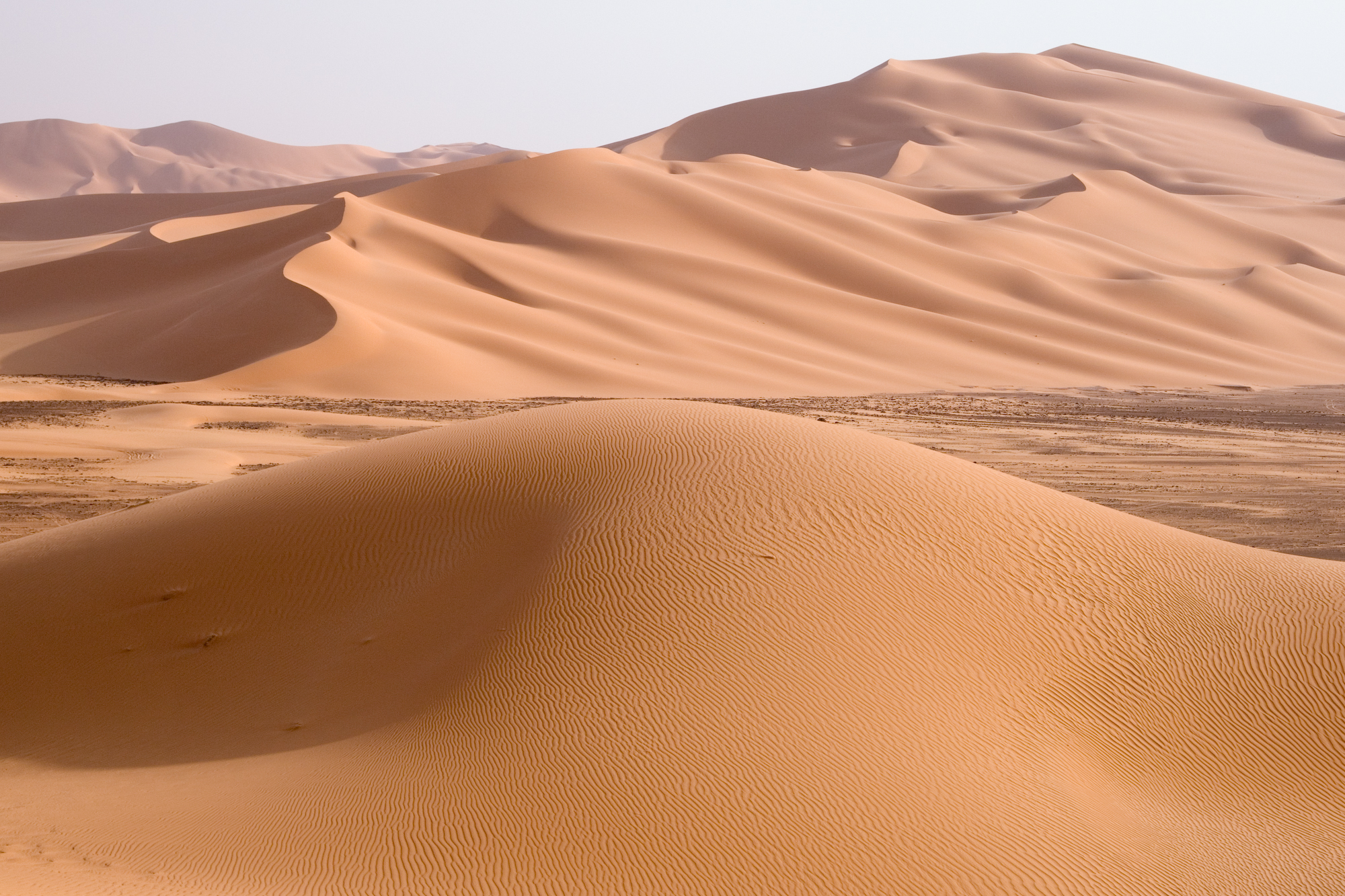
Desierto
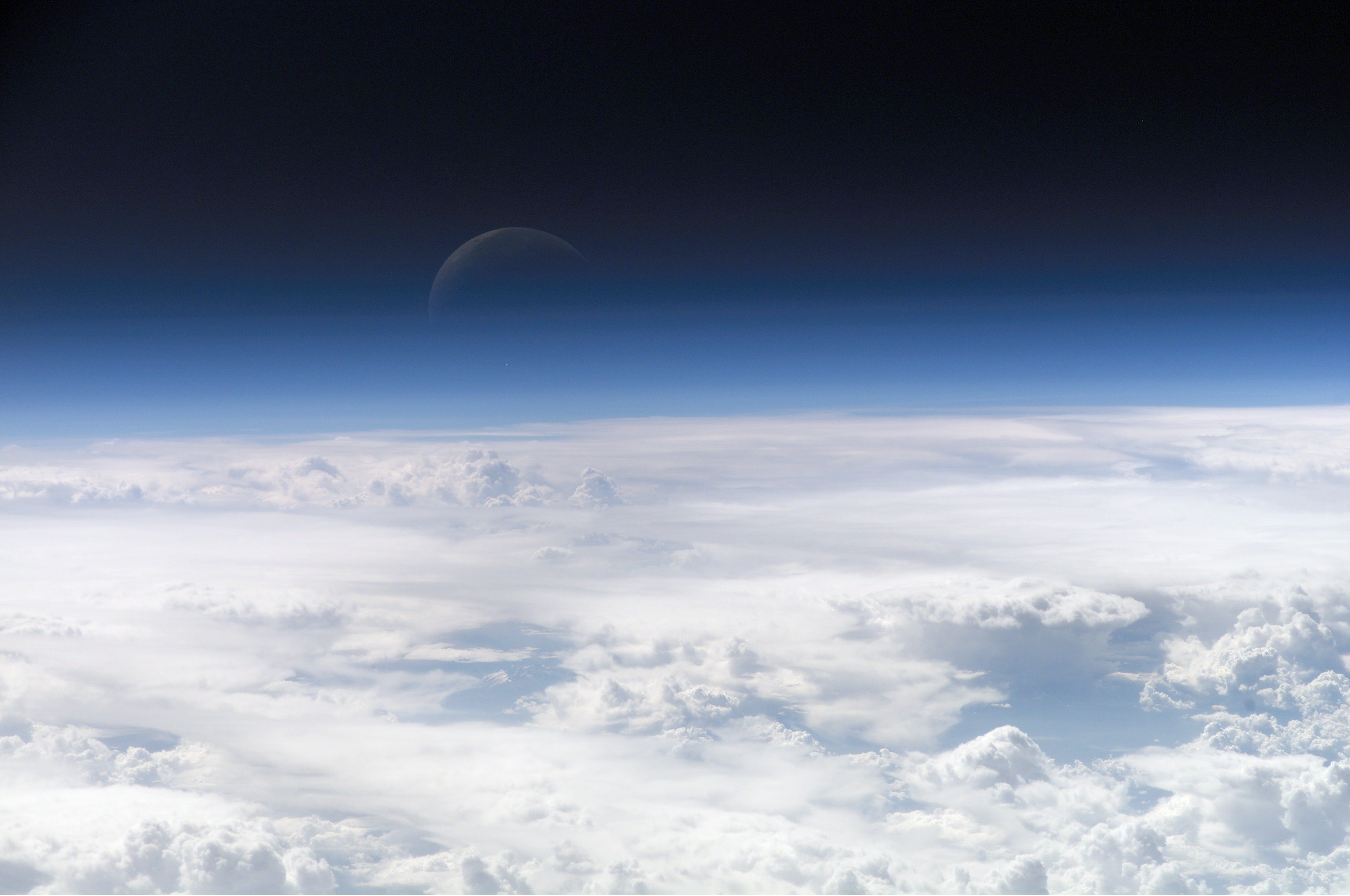
Atmósfera y universo
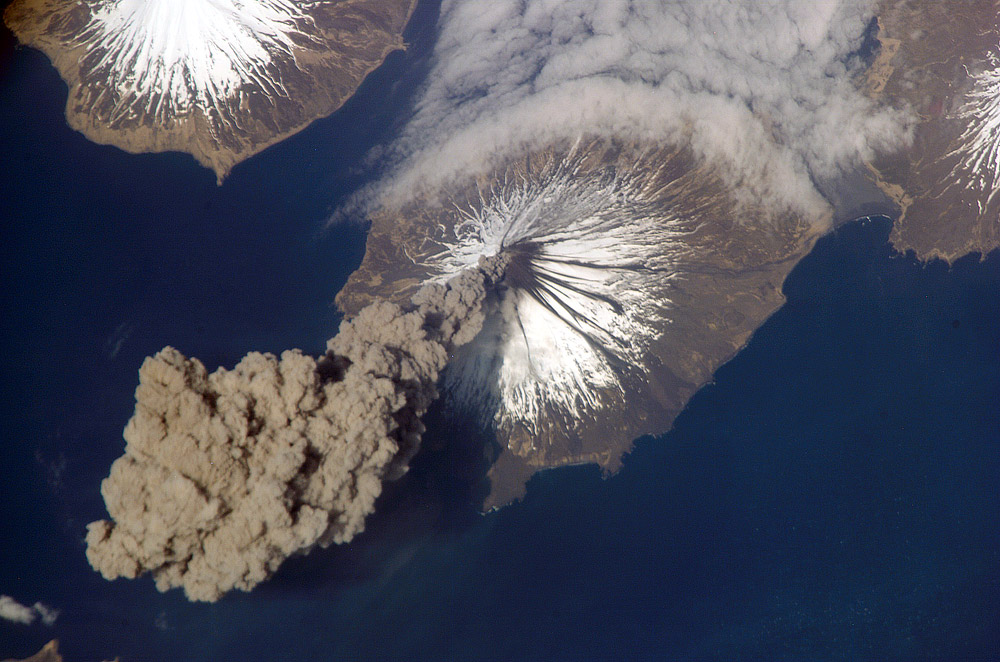
Volcán
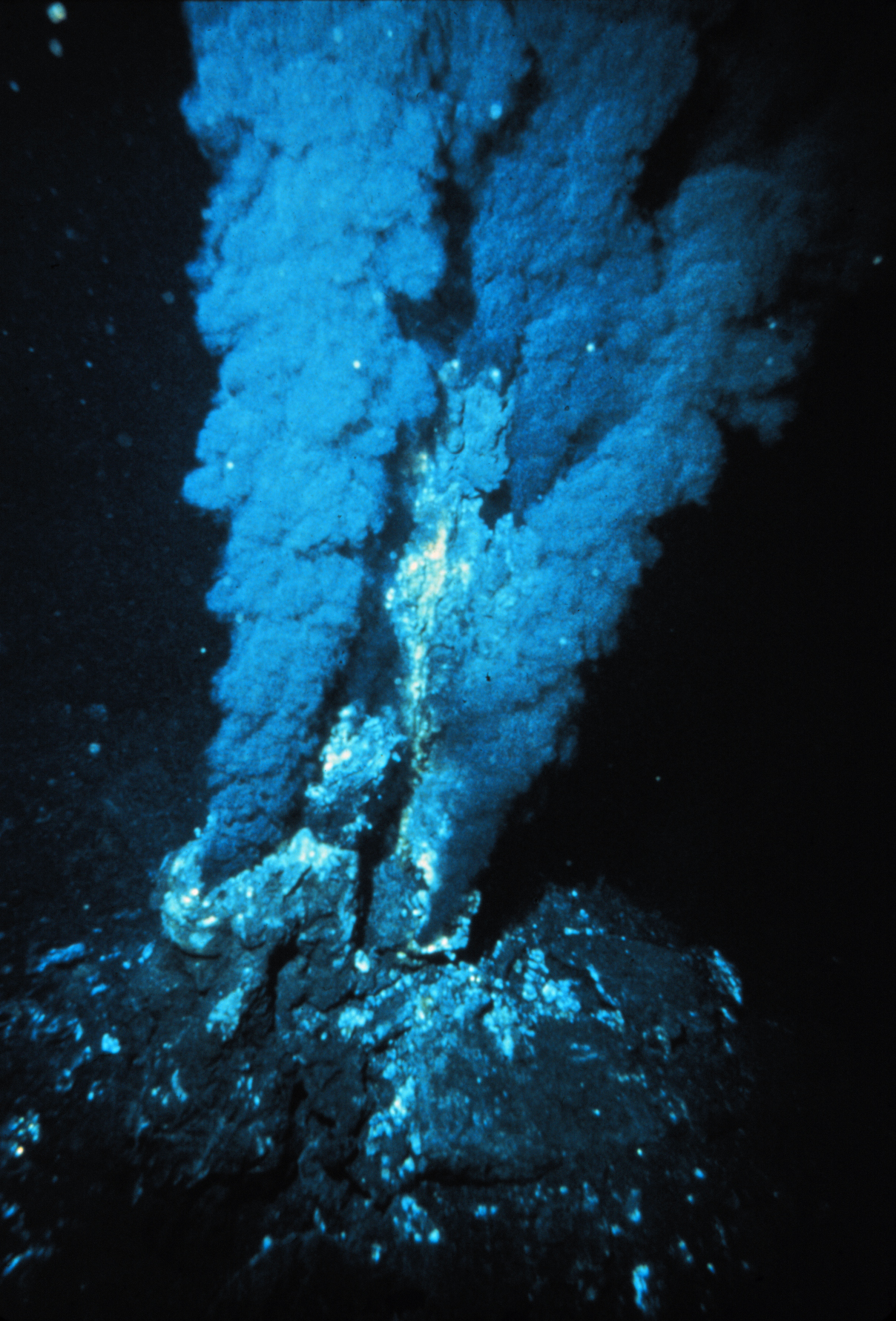
Fuente hidrotermal
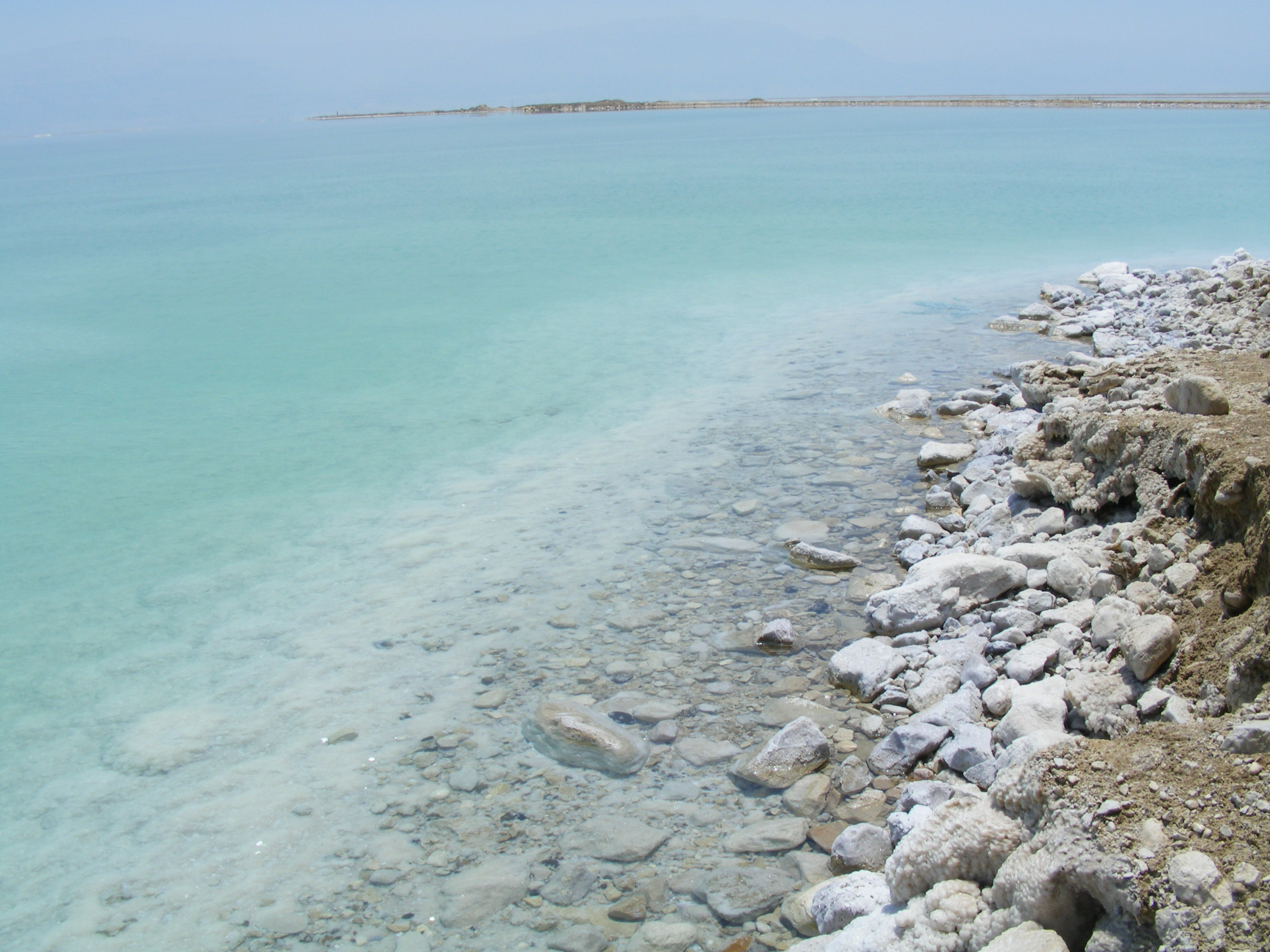
Alta salinidad en el Mar Muerto